# Keith Davis
Pour les articles homonymes, voir Davis.

a Compétitions nationales et continentales officielles uniquement.

b Matchs officiels uniquement.
Dernière mise à jour le 8 mai 2011.
Keith Davis, né le 21 mai 1930 à Whakatane (Nouvelle-Zélande) et mort le 2 mars 2019 à Auckland, est un  joueur de rugby à XV qui joue avec l'équipe de Nouvelle-Zélande. Il évolue au poste de demi de mêlée.

## Carrière
Keith Davis dispute son premier test match avec l'équipe de Nouvelle-Zélande le 19 septembre 1952, à l'occasion d'un match contre l'Australie. Il dispute son dernier test match contre l'Australie le 20 septembre 1958.
En 1953-1954 il est sélectionné à cinq reprises avec les All Blacks, qui font une tournée en Europe et en Amérique du Nord. Il participe à la défaite contre le pays de Galles 8-13, la victoire contre l'Irlande 14-3 puis à celle sur l'Angleterre 5-0 et enfin l'Écosse 3-0. Il perd contre la France 0-3 le 27 février 1954,. Il joue 20 matchs de la tournée.
En 1955, c'est au tour des Australiens de se rendre en Nouvelle-Zélande, Keith Davis participe à un succès All Black sur les Wallabies.
Il participe ensuite à une série contre les Australiens en 1958 et à deux victoires et une défaite. 
Il joue avec la province d'Auckland 54 rencontres et il évolue également avec les Māori.

## Statistiques en équipe nationale
- 10 sélections avec l'équipe de Nouvelle-Zélande
- Nombre total de matchs avec les All Black :  25
- Sélections par année : 1 en 1952, 1 en 1953, 4 en 1954, 1 en 1955, 3 en 1958.